# NGC 4386
NGC 4386 ist eine linsenförmige Galaxie vom Hubble-Typ SB0 im Sternbild Drache am Nordsternhimmel. Sie ist schätzungsweise 81 Millionen Lichtjahre von der Milchstraße entfernt und hat einen Durchmesser von etwa 55.000 Lichtjahren. Sie ist Mitglied der elf Galaxien zählenden NGC 4589-Gruppe (LGG 284). 

Im selben Himmelsareal befinden sich die Galaxien NGC 4319, NGC 4331, NGC 4363.
Die Typ-Ia-Supernova SN 2014bv wurde hier beobachtet.
Das Objekt wurde am 10. Dezember 1797 von dem Astronomen Wilhelm Herschel entdeckt.